# Vincent Richards
Vincent "Vinnie" Richards (Nova York, 20 de Março de 1903 - 28 de Setembro de 1959) foi um tenista profissional estadunidense, campeão olímpico.
Sepultado no Cemitério de Woodlawn.

## Grand Slam finais

### Duplas (7 títulos 2 vices)
| Resultado | Ano  | Torneio                     | Parceiro                | Oponentes                               | Placar                   |
| Campeão   | 1918 | U.S. National Championships | Bill Tilden             | Fred Alexander Beals Wright             | 6–3, 6–4, 3–6, 2–6, 6–2  |
| Vice      | 1919 | U.S. National Championships | Bill Tilden             | Norman Brookes Gerald Patterson         | 8–6, 6–3, 4–6, 4–6, 6–2  |
| Campeão   | 1921 | U.S. National Championships | Bill Tilden             | Watson Washburn Richard Norris Williams | 13–11, 12–10, 6–1        |
| Winner    | 1922 | U.S. National Championships | Bill Tilden             | Pat O'Hara Wood Gerald Patterson        | 4–6, 6–1, 6–3, 6–4       |
| Campeão   | 1924 | Wimbledon                   | Frank Hunter            | Watson Washburn Richard Norris Williams | 6–3, 3–6, 8–10, 8–6, 6–3 |
| Campeão   | 1925 | U.S. National Championships | Richard Norris Williams | John Hawkes Gerald Patterson            | 6–2, 8–10, 6–4, 11–9     |
| Campeão   | 1926 | French Championships        | Howard Kinsey           | Henri Cochet Jacques Brugnon            | 6–4, 6–1, 4–6, 6–4       |
| Vice      | 1926 | Wimbledon                   | Howard Kinsey           | Henri Cochet Jacques Brugnon            | 7–5, 4–6, 6–3, 6–2       |
| Campeão   | 1926 | U.S. National Championships | Richard Norris Williams | Alfred Chapin Bill Tilden               | 6–4, 6–8, 11–9, 6–3      |

### Duplas Mistas (2 Títulos, 1 vice)
| Resultado | Ano  | Torneio                     | Parceira           | Oponentes                           | Placar         |
| Campeão   | 1919 | U.S. National Championships | Marion Zinderstein | Florence Ballin Bill Tilden         | 2–6, 11–9, 6–2 |
| Campeão   | 1924 | U.S. National Championships | Helen Wills        | Molla Bjurstedt Mallory Bill Tilden | 6–8, 7–5, 6–0  |
| Vice      | 1925 | U.S. National Championships | Ermyntrude Harvey  | Kathleen McKane John Hawkes         | 2–6, 4–6       |